# Villereau (Loiret)
Pour les articles homonymes, voir Villereau.
Villereau est une commune française, située dans le département du Loiret en région Centre-Val de Loire.

## Géographie

### Localisation

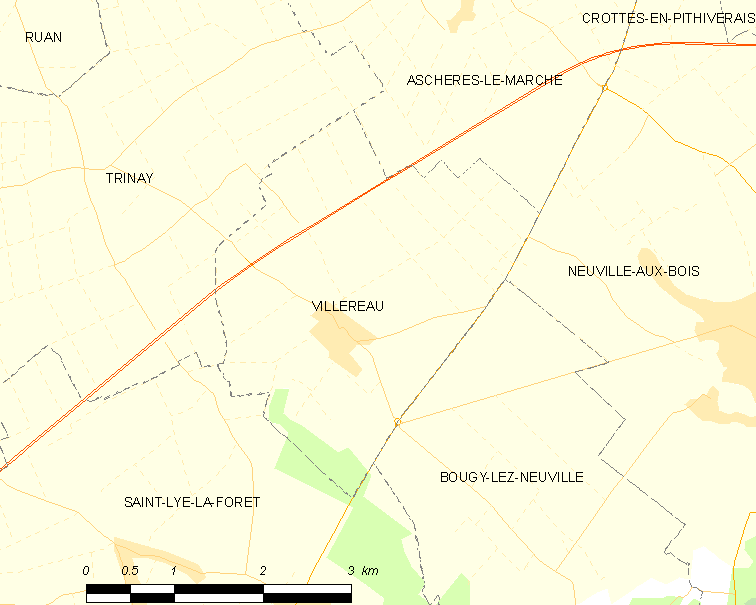
Carte de la commune de Villereau (Loiret) et des communes limitrophes.

La commune de Villereau se trouve dans le quadrant nord-ouest du département du Loiret, dans la région agricole de la Beauce riche et l'aire urbaine d'Orléans.  À vol d'oiseau, elle se situe à 19,4 km  d'Orléans, préfecture du département, et à 4,6 km de Neuville-aux-Bois, ancien chef-lieu du canton dont dépendait la commune avant mars 2015. La commune fait partie du bassin de vie de Neuville-aux-Bois.
Les communes les plus proches sont : Saint-Lyé-la-Forêt (3,2 km), Trinay (3,2 km), Bougy-lez-Neuville (4,2 km), Aschères-le-Marché (4,4 km), Neuville-aux-Bois (4,6 km), Bucy-le-Roi (5,5 km), Ruan (6 km), Oison (7,8 km), Crottes-en-Pithiverais (8,3 km) et Artenay (8,4 km).

### Géologie et relief

#### Géologie
La commune se situe dans le sud du Bassin parisien, le plus grand des trois bassins sédimentaires français. Cette vaste dépression, occupée dans le passé par des mers peu profondes et des lacs, a été comblée, au fur et à mesure que son socle s’affaissait, par des sables et des argiles, issus de l’érosion des reliefs alentours, ainsi que des calcaires d’origine biologique, formant ainsi une succession de couches géologiques.
Les couches affleurantes sur le territoire communal sont constituées de formations superficielles du Quaternaire et de roches sédimentaires datant du Cénozoïque, l'ère géologique la plus récente sur l'échelle des temps géologiques, débutant il y a 66 millions d'années. Les plus anciennes sont de la marne de Blamont remontant à l’époque Miocène de la période Néogène. Les plus récentes sont des limons et lœss remontant à l’époque Pléistocène de la période Quaternaire. Le descriptif de ces couches est détaillé dans les feuilles « n°327 - Neuville-aux-Bois » et « n°363 - Orléans » de la carte géologique au 1/50 000ème du département du Loiret, et leurs notices associées,.

Carte géologique de la commune.

|  | qOE : | Limons et Loess, Quaternaire |

|  | m2MSO : | marnes et sables de l'Orléanais, Burdigalien    |
|  | m2MCO : | marnes et calcaires de l'Orléanais, Burdigalien |
|  | m1MBl : | marne de Blamont, Aquitanien                    |

#### Relief
La superficie cadastrale de la commune publiée par l’Insee, qui sert de références dans toutes les statistiques, est de 9,12 km2,. La superficie géographique, issue de la BD Topo, composante du Référentiel à grande échelle produit par l'IGN, est quant à elle de 9,02 km2. Son relief est relativement plat puisque la dénivelée maximale atteint 12 mètres. L'altitude du territoire varie entre 120 m et 132 m.

### Hydrographie

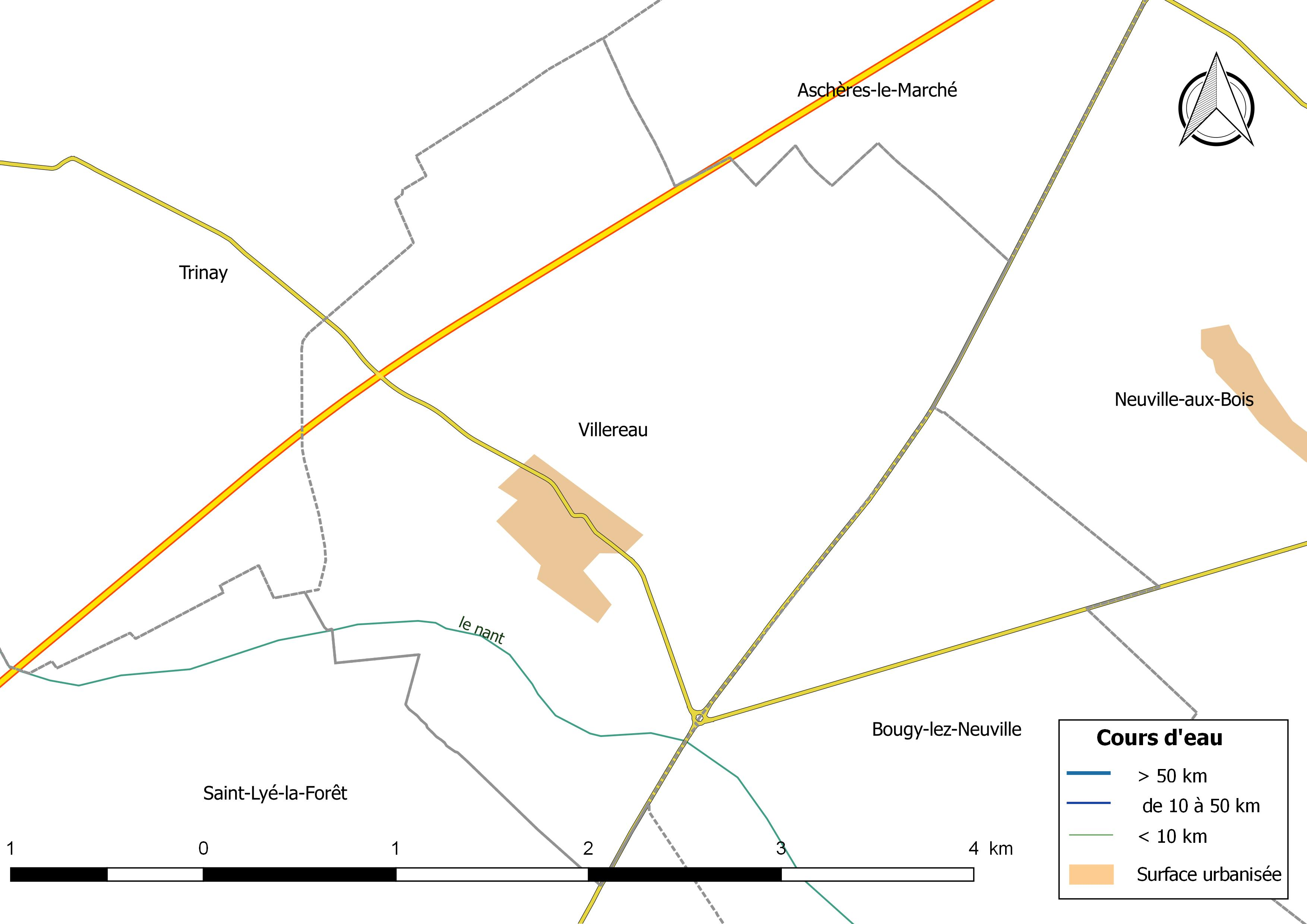
Réseau hydrographique de Villereau.

Le réseau hydrographique communal est constitué d'un seul cours d'eau, le Nant (2,093 km).

### Toponymie
Villereau a également été le nom d'une commune du canton de Puiseaux, rattachée à Aulnay-la-Rivière en 1821.

## Histoire

### Moyen Âge
Le site du « Marjolet » et son souterrain
Le site du Marjolet se trouve à cheval sur les communes de Villereau et d'Aschères-le-Marché au nord de Villereau.
Il est occupé de façon inégale entre le début de la période gauloise et le XIIIe siècle : nombreux silos de stockage de l'âge du fer, peu de vestiges gallo-romains et du début du Moyen Âge, une cabane semi-excavée et un enclos rectangulaire installés au XIe ou XIIe siècle.
Au XIIe ou XIIIe siècle, l'intérieur de l'enclos est complété par une batterie de six silos et un bâtiment à armature de bois de plain-pied, et surtout par un souterrain formant un réseau d'une trentaine de mètres de long, avec des galeries de différentes largeurs
desservant trois petites salles :
une première salle est facile d'accès ; une chatière à l'entrée de la deuxième salle
servirait à limiter l'accès d'un assaillant ;
et la troisième salle a peut-être servi de réserve d'eau (citerne).
Ce souterrain a pu servir à la fois de refuge ponctuel pour les habitants et de réserve pour des denrées. La région a livré d'autres structures similaires mais le souterrain d'Aschères est une exception : on peut le relier aux constructions de surface. Autre particularité sinon unique du moins exceptionnelle : lors de l'excavation du souterrain, les déblais de la salle de la chatière ont été sortis en les passant par une ouverture pratiquée à côté de la chatière : une sorte de « couloir technique » ; l'usage habituel, quand l'accès à la salle est délibérément rendu malaisé, est de creuser un puits (que l'on bouche une fois le travail réalisé) pour sortir les gravats au lieu d'avoir à les passer pas la complication de la chatière, comme le fait remarquer Jérôme Triolet, spécialiste des souterrains qui a visité le site avec son collègue Marcel Barbotte. J. Triolet note aussi quelques autres éléments de défense : traces d'une porte imposante, couloir présentant un angle droit puis une division en deux, couloir très étroit terminé par la chatière de la salle 2, cette dernière servant de « salle forte ». Il souligne également que l'endroit est sur un plateau, loin de toute défense naturelle et / ou d'un château où se réfugier, ce qui renforce la valeur défensive de ce refuge.
Une estimation chronologique de 2007 pour ce souterrain donne une fourchette entre XIIIe siècle et la première moitié du XVe siècle, c'est-à-dire en gros pendant l'occupation anglaise et la guerre de Cent Ans. En 2009 il est annoncé que le site a été abandonné au cours du XIIIe siècle, probablement à la suite d'une réorganisation de l'habitat.

### XXesiècle
Faits divers
De 1983 à 1989, le village est importuné par un corbeau qui a envoyé près de 75 courriers injurieux. Le corbeau, Simone, 61 ans, est arrêtée le 23 mai 1989. Ironiquement, elle aura été identifiée grâce à sa façon d'inverser les lettres du mot "flic".
Plus de 30 ans après, les habitants du village ont l'habitude de dire que Villereau est connu pour deux choses : son boudin et son corbeau.
En 2019, l'intégralité du conseil municipal démissionne sans que les raisons en soit parfaitement claires. Les hypothèses qui surgissent alors semblent sorties d'un roman. Les causes possibles pourraient être de nouvelles lettres anonymes dénonçant l'autorité du maire. Une autre hypothèse évoquée est la relation complexe entre la secrétaire de mairie et les élus ce qui inciterait certains habitants à ne pas postuler au renouvellement du conseil municipal.

### Climat
Pour des articles plus généraux, voir Climat du Centre-Val de Loire et Climat du Loiret.
En 2010, le climat de la commune est de type climat océanique dégradé des plaines du Centre et du Nord, selon une étude du CNRS s'appuyant sur une série de données couvrant la période 1971-2000. En 2020, Météo-France publie une typologie des climats de la France métropolitaine dans laquelle la commune est exposée à un climat océanique altéré et est dans la région climatique Moyenne vallée de la Loire, caractérisée par une bonne insolation (1 850 h/an) et un été peu pluvieux.
Pour la période 1971-2000, la température annuelle moyenne est de 10,7 °C, avec une amplitude thermique annuelle de 15,2 °C. Le cumul annuel moyen de précipitations est de 662 mm, avec 10,6 jours de précipitations en janvier et 7,3 jours en juillet. Pour la période 1991-2020, la température moyenne annuelle observée sur la station météorologique de Météo-France la plus proche, sur la commune de Trinay à 3 km à vol d'oiseau, est de 11,4 °C et le cumul annuel moyen de précipitations est de 645,3 mm,. Pour l'avenir, les paramètres climatiques de la commune estimés pour 2050 selon différents scénarios d'émission de gaz à effet de serre sont consultables sur un site dédié publié par Météo-France en novembre 2022.

## Urbanisme

### Typologie
Au 1er janvier 2024, Villereau est catégorisée commune rurale à habitat dispersé, selon la nouvelle grille communale de densité à sept niveaux définie par l'Insee en 2022.
Elle est située hors unité urbaine. Par ailleurs la commune fait partie de l'aire d'attraction d'Orléans, dont elle est une commune de la couronne,. Cette aire, qui regroupe 136 communes, est catégorisée dans les aires de 200 000 à moins de 700 000 habitants,.

### Occupation des sols
L'occupation des sols de la commune, telle qu'elle ressort de la base de données européenne d’occupation biophysique des sols Corine Land Cover (CLC), est marquée par l'importance des territoires agricoles (92,8 % en 2018), en diminution par rapport à 1990 (96,2 %). La répartition détaillée en 2018 est la suivante :
terres arables (92,8 %), forêts (3,8 %), zones urbanisées (3,4 %).
L'évolution de l’occupation des sols de la commune et de ses infrastructures peut être observée sur les différentes représentations cartographiques du territoire : la carte de Cassini (XVIIIe siècle), la carte d'état-major (1820-1866) et les cartes ou photos aériennes de l'IGN pour la période actuelle (1950 à aujourd'hui).

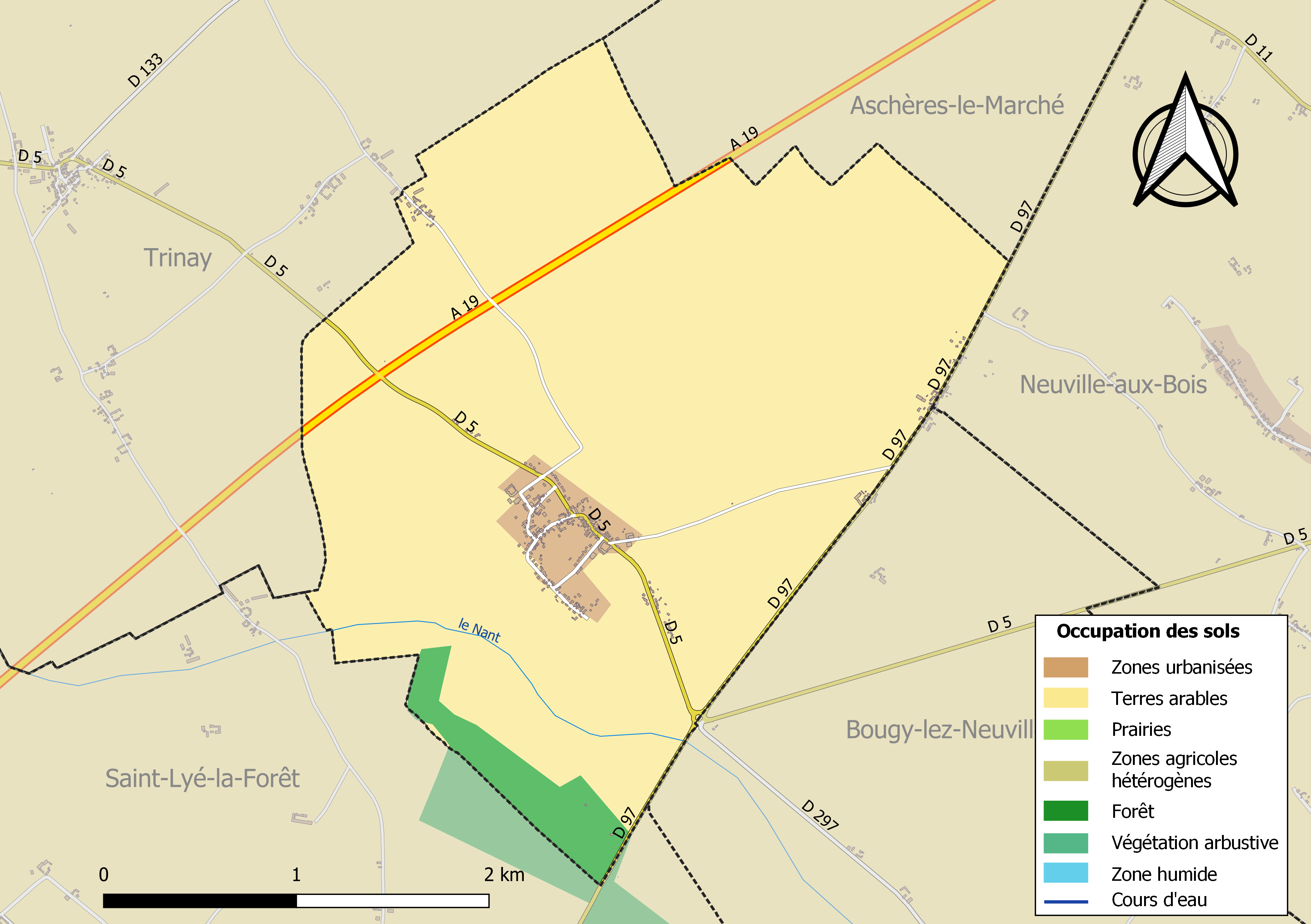
Carte des infrastructures et de l'occupation des sols de la commune en 2018 (CLC).
Carte orthophotographique de la commune en 2016.

### Planification

#### Carte communale
Le conseil municipal prescrit l'élaboration d'une carte communale le 16 août 2000. Après une enquête publique qui se déroule en novembre 2003, le document est approuvé le 3 février 2004.

#### Documents d'orientations intercommunaux
La commune est membre du pays Forêt d'Orléans - Val de Loire, qui regroupe 32 communes. En 2012 les Pays Forêt d'Orléans Val de Loire, Loire Beauce et Sologne Val-sud sont les seuls territoires du département du Loiret ne disposant pas de schéma de cohérence territoriale (SCoT). Compte tenu de l'intérêt de cet outil pour l'avenir des territoires, les élus de ces pays décident d'engager une démarche commune d'élaboration de SCoT. Le comité syndical du Pays Forêt d'Orléans - Val de Loire décide de prendre le 8 octobre 2015 la compétence « élaboration, gestion et suivi du Schéma de Cohérence Territoriale » et, après avis favorable conforme des différentes communes membres (le 19 novembre 2015 pour Villereau), le préfet approuve la modification des statuts en ce sens le 19 février 2016. Les trois SCoT sont lancés officiellement et simultanément à La Ferté-Saint-Aubin le 21 juin 2014, l'assistance à maîtrise d'ouvrage étant confiée à un seul bureau d'études. Après étude et concertation de 2014 à 2017, le document doit être approuvé en 2018.

### Voies de communication et transports

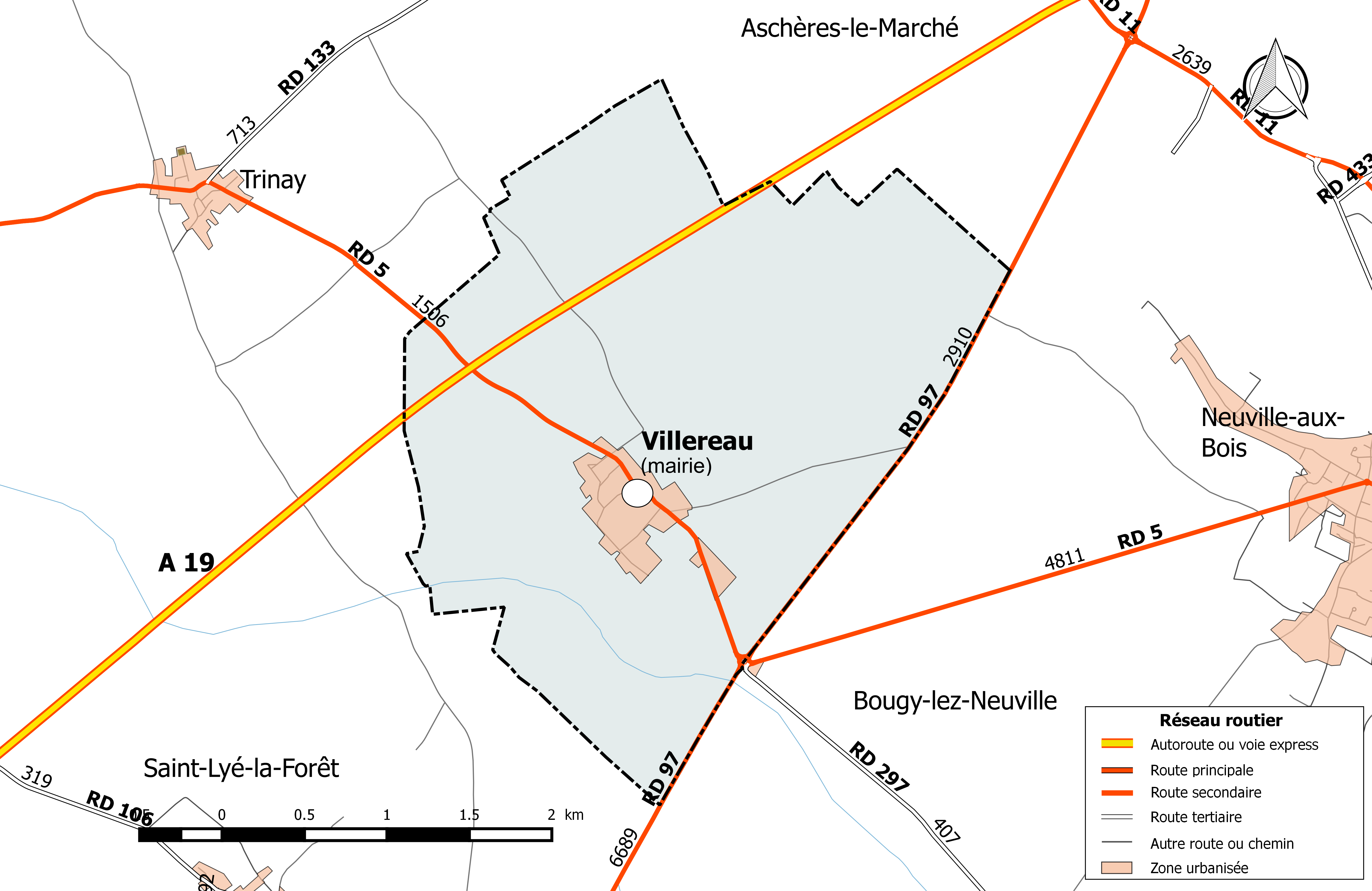
Réseau routier principal de la commune de Villereau (avec indication du trafic routier 2014).

#### Infrastructures routières
La commune est traversée par l'autoroute A19 et par deux routes départementales : la RD 5 (1 506 véhicules/jour en 2014), qui relie Patay à Chilleurs-aux-Bois et la RD 97 (2 910 véhicules/jour), qui relie Orléans à Pannecières.
L'autoroute A19, mise en service en 2009,  traverse la commune dans sa partie nord-ouest, mais n'a pas d'échange avec son territoire. L'accès le plus proche à cette autoroute est le diffuseur de Beaune-la-Rolande, situé à 20 km sur la commune d'Auxy et constituant la sortie n°6.
Complétant ces voies, la commune est sillonnée de plusieurs voies communales et chemins ruraux  desservant ses fermes et hameaux et les bourgs environnants.

#### Transports en commun routiers
En 2016, Villereau est desservie par deux lignes régulières du réseau d'autocars interurbains Ulys : la ligne no 20 qui relie Pithiviers - Chilleurs-aux-Bois - Neuville-aux-Bois - Saint-Lyé-la-Forêt - Orléans et la ligne no 21 qui relie Bazoches-les-Gallerandes - Aschères-le-Marché - Artenay - Orléans. Des correspondances SNCF sont assurées à la gare d'Orléans et TAO et Transbeauce à la gare routière d'Orléans. À compter du 1er janvier 2017, la compétence des services de transports routiers interurbains, réguliers et à la demande est transférée des départements aux régions, et donc localement du département du Loiret à la région Centre-Val de Loire, consécutivement à la loi NOTRe du 7 août 2015. Dans ce cadre le Réseau de mobilité interurbaine « Rémi » remplace chacun des réseaux départementaux et en particulier le réseau Ulys dans le Loiret et entre en service à compter de la rentrée scolaire du 4 septembre 2017.

### Risques majeurs
La commune de Villereau est vulnérable à différents aléas naturels : climatiques (hiver exceptionnel ou canicule), mouvements de terrains ou sismique (sismicité très faible). Elle est également exposée à un risque technologique : le risque de transport de matières dangereuses.
Entre 1989 et 2019, un arrêté ministériel ayant porté reconnaissance de catastrophe naturelle a été pris pour le territoire de la commune pour des inondations et coulées de boues.

#### Risques naturels
Le territoire de la commune peut être concerné par un risque d'effondrement de cavités souterraines non connues. Une cartographie départementale de l'inventaire des cavités souterraines et des désordres de surface a été réalisée. Il a été recensé sur la commune plusieurs effondrements de cavités.
Par ailleurs le sol du territoire communal peut faire l'objet de mouvements de terrain liés à la sècheresse. Le phénomène de retrait-gonflement des argiles est la conséquence d'un changement d'humidité des sols argileux. Les argiles sont capables de fixer l'eau disponible mais aussi de la perdre en se rétractant en cas de sècheresse. Ce phénomène peut provoquer des dégâts très importants sur les constructions (fissures, déformations des ouvertures) pouvant rendre inhabitables certains locaux. Celui-ci a particulièrement affecté le Loiret après la canicule de l'été 2003. Une grande partie du territoire de la commune est exposée à un aléa « moyen » face à ce risque, selon l'échelle définie par le Bureau de recherches géologiques et minières (BRGM), une bande est-ouest englobant le bourg étant en aléa « fort ».
Depuis le 22 octobre 2010, la France dispose d’un nouveau zonage sismique divisant le territoire national en cinq zones de sismicité croissante. La commune, à l’instar de l’ensemble du département,  est concernée par un risque très faible.

#### Risques technologiques
La commune est exposée au risque de transport de matières dangereuses, en raison du passage sur son territoire d'un gazoduc,,.

## Politique et administration

### Découpage territorial

#### Bloc communal: commune et intercommunalités
La paroisse de Villereau acquiert le statut de municipalité avec le décret du 12 novembre 1789 de l'Assemblée nationale puis celui de « commune », au sens de l'administration territoriale actuelle, par le décret de la Convention nationale du 10 brumaire an II (31 octobre 1793). Il faut toutefois attendre la loi du 5 avril 1884 sur l'organisation municipale pour qu'un régime juridique uniforme soit défini pour toutes les communes de France, point de départ de l’affirmation progressive des communes face au pouvoir central.
Aucun événement de restructuration majeure du territoire, de type suppression, cession ou réception de territoire, n'a affecté la commune depuis sa création.
La commune est membre de la communauté de communes de la Forêt depuis sa création le 31 décembre 1998.

#### Personnalités élues par circonscription électorale de rattachement
Au-delà du maire, premier magistrat administrant la commune, les personnalités élues dont le mandat est relatif à une collectivité à laquelle est rattachée la commune de Villereau et représentant donc le territoire communal au sein de chacune de ces collectivités sont les suivantes :
| Élections       | Élections                     | Circonscription électorale         | Élu de la circonscription       | Élu de la circonscription | Élu de la circonscription | Élu de la circonscription |
| Niveau          | Type                          | Circonscription électorale         | Titre                           | Nom                       | Début de mandat           | Fin de mandat             |
| --------------- | ----------------------------- | ---------------------------------- | ------------------------------- | ------------------------- | ------------------------- | ------------------------- |
| Groupe communal | Municipales et communautaires | Commune de Villereau               | Maire                           | Bertrand Brie             | 2019                      |                           |
| Groupe communal | Municipales et communautaires | Communauté de communes de la Forêt | Président de l'intercommunalité | Marie-Claude Donnat       | 2014                      | 2020                      |
| Département     | Départementales               | Canton de Pithiviers               | Conseiller départemental        | Marc Gaudet               | 29 mars 2015              | 2021                      |
| Département     | Départementales               | Canton de Pithiviers               | Conseillère départementale      | Marianne Dubois           | 29 mars 2015              | 2021                      |
| Région          | Régionales                    | Région Centre-Val de Loire         | Président du conseil régional   | François Bonneau          | 18 décembre 2015          | 2021                      |
| Pays            | Législatives                  | 5e circonscription                 | Députée                         | Marianne Dubois           | 18 juin 2017              | juin 2022                 |

#### Circonscriptions de rattachement
Sous l'Ancien Régime, à la veille des États généraux de 1789, la paroisse de Villereau était rattachée sur le plan ecclésiastique à l'ancien diocèse d'Orléans, sur le plan judiciaire au bailliage d'Orléans , sur le plan militaire au gouvernement d'Orléans et sur le plan administratif à la généralité d'Orléans, élection d'Orléans,.
La loi du 22 décembre 1789 divise le pays en 83 départements découpés chacun en six à neuf districts eux-mêmes découpés en cantons regroupant des communes. Les districts, tout comme les départements, sont le siège d’une administration d’État et constituent à ce titre des circonscriptions administratives. La commune de Villereau est alors incluse dans le canton de Neuville, le district de Neuville et le département du Loiret.
La recherche d’un équilibre entre la volonté d’organiser une administration dont les cadres permettent l’exécution et le contrôle des lois d’une part, et la volonté d’accorder une certaine autonomie aux collectivités de base (paroisses, bourgs, villes) d’autre part, s’étale de 1789 à 1838. Les découpages territoriaux évoluent ensuite au gré des réformes visant à décentraliser ou recentraliser l'action de l'État. La régionalisation fonctionnelle des services de l'État (1945-1971) aboutit à la création de régions. L'acte I de la décentralisation de 1982-1983 constitue une étape importante en donnant l'autonomie aux collectivités territoriales, régions, départements et communes. L'acte II intervient en 2003-2006, puis l'acte III en 2012-2015.
Le tableau suivant présente les rattachements, au niveau infra-départemental, de la commune de Villereau aux différentes circonscriptions administratives et électorales ainsi que l'historique de l'évolution de leurs territoires.
| Circonscription             | Nom                | Période   | Type                         | Évolution du découpage territorial |
| --------------------------- | ------------------ | --------- | ---------------------------- | --- |
| District                    | Neuville           | 1790-1795 | Administrative               | La commune est rattachée au district de Neuville de 1790 à 1795,. La Constitution du 5 fructidor an III, appliquée à partir de vendémiaire an IV (1795) supprime les districts, rouages administratifs liés à la Terreur, mais maintient les cantons qui acquièrent dès lors plus d'importance. |
| Canton                      | Neuville           | 1790-1801 | Administrative et électorale | Le 10 février 1790, la municipalité de Villereau est rattachée au canton de Neuville,. Les cantons sont supprimés, en tant que découpage administratif, par une loi du 26 juin 1793, et ne conservent qu'un rôle électoral. Ils permettent l’élection des électeurs du second degré chargés de désigner les députés. Les cantons acquièrent une fonction administrative avec la disparition des districts en 1795. |
| Canton                      | Neuville           | 1801-2015 | Administrative et électorale | Sous le Consulat, un redécoupage territorial visant à réduire le nombre de justices de paix ramène le nombre de cantons dans le Loiret de 59 à 31. Villereau est alors rattachée par arrêté du 9 vendémiaire an X (30 septembre 1801) au canton de Neuville, sous le nom de Villerault,. |
| Canton                      | Pithiviers         | 2015-     | Électorale                   | La loi du 17 mai 2013 et ses décrets d'application publiés en février et mars 2014 introduisent un nouveau découpage territorial pour les élections départementales. La commune est alors rattachée au nouveau canton de Pithiviers. Depuis cette réforme, plus aucun service de l'État n'exerce sa compétence sur un territoire s'appuyant sur le nouveau découpage cantonal. Le canton a disparu en tant que circonscription administrative de l'État ; il est désormais uniquement une circonscription électorale dédiée à l'élection d'un binôme de conseillers départementaux siégeant au conseil départemental. |
| Arrondissement              | Orléans            | 1801-     | Administrative               | Villerault est rattachée à l'arrondissement d'Orléans depuis sa création en 1801,. |
| Circonscription législative | 5e circonscription | 2010-     | Électorale                   | Lors du découpage législatif de 1986, le nombre de circonscriptions législatives passe dans le Loiret de 4 à 5. Un nouveau redécoupage intervient en 2010 avec la loi du 23 février 2010. En attribuant un siège de député « par tranche » de 125 000 habitants, le nombre de circonscriptions par département varie désormais de 1 à 21,. Dans le Loiret, le nombre de circonscriptions passe de cinq à six. La réforme n'affecte pas Villereau qui reste rattachée à la cinquième circonscription. |

#### Collectivités de rattachement
La commune de Villereau est rattachée au département du Loiret et à la région Centre-Val de Loire, à la fois circonscriptions administratives de l'État et collectivités territoriales.

### Politique et administration municipales

#### Conseil municipal et maire
Depuis les élections municipales de 2014, le conseil municipal de Villereau, commune de moins de 1 000 habitants, est élu au scrutin majoritaire plurinominal à deux tours, les électeurs pouvant modifier les listes, panacher, ajouter ou supprimer des candidats sans que le vote soit nul,  pour un mandat de six ans renouvelable. Il est composé de 11 membres. L'exécutif communal est constitué par le maire, élu par le conseil municipal parmi ses membres, pour un mandat de six ans, c'est-à-dire pour la durée du mandat du conseil.
| Période                                  | Période      | Identité         | Étiquette      | Qualité                                                         |
| ---------------------------------------- | ------------ | ---------------- | -------------- | --------------------------------------------------------------- |
| mars 2001                                | mars 2014    | Bernard Marcoult | sans étiquette | Cadre                                                           |
| mars 2014                                | 20 mars 2019 | François Ibanez  |                |                                                                 |
| septembre 2019                           | juillet 2024 | Bertrand Brie,   |                | Professeur des écoles ou instituteur ou assimilé démissionnaire |
| Les données manquantes sont à compléter. |              |                  |                |                                                                 |

## Équipements et services

### Environnement

#### Gestion des déchets
Au 31 décembre 2016, la commune est membre du SIRTOM de la région d'Artenay (SIRTOMRA), créé en 1971. Celui-ci assure la collecte et le traitement des ordures ménagères résiduelles en porte à porte, des emballages ménagers recyclables en porte à porte ou en points d’apport volontaire, du verre en points d’apport volontaire et des papiers en points d’apport volontaire. Un réseau de quatre déchèteries accueille les encombrants et autres déchets spécifiques (déchets verts, déchets dangereux, gravats, ferraille, cartons…). La déchèterie la plus proche de la commune est située sur la commune de Neuville-aux-Bois.
L'élimination et la valorisation énergétique des déchets sont effectuées dans l'outil de traitement appelé BEGEVAL, installé à Pithiviers et géré par le syndicat de traitement Beauce Gâtinais Valorisation (BGV) qui regroupe le territoire des trois syndicats de collecte : SMETOM, SITOMAP et SIRTOMRA. Cet outil est composé d’un centre de valorisation matière qui trie les emballages issus de la collecte sélective, les journaux-magazines et les cartons de déchèteries, et d’un centre de valorisation énergétique qui incinère les ordures ménagères résiduelles et le tout-venant incinérable des déchèteries ainsi que les refus du centre de tri.
Depuis le 1er janvier 2017, la « gestion des déchets ménagers » ne fait plus partie des compétences de la commune mais est une compétence obligatoire de la communauté de communes de la Forêt en application de la loi NOTRe du 7 août 2015.

#### Production et distribution d'eau
Le service public d’eau potable est une compétence obligatoire des communes depuis l’adoption de la loi du 30 décembre 2006 sur l’eau et les milieux aquatiques. Au 31 décembre 2016, la production et la distribution de l'eau potable sur le territoire communal sont assurées par la commune elle-même.
La loi NOTRe du 7 août 2015 prévoit que le transfert des compétences « eau et assainissement » vers les communautés de communes sera obligatoire à compter du 1er janvier 2020. Le transfert d’une compétence entraîne de facto la mise à disposition gratuite de plein droit des biens, équipements et services publics utilisés, à la date du transfert, pour l'exercice de ces compétences et la substitution de la communauté dans les droits et obligations des communes,.

#### Assainissement
L’assainissement non collectif (ANC) désigne les installations individuelles de traitement des eaux domestiques qui ne sont pas desservies par un réseau public de collecte des eaux usées et qui doivent en conséquence traiter elles-mêmes leurs eaux usées avant de les rejeter dans le milieu naturel. En 2016, la communauté de communes de la Forêt assure le service public d'assainissement non collectif (SPANC), qui a pour mission de vérifier la bonne exécution des travaux de réalisation et de réhabilitation, ainsi que le bon fonctionnement et l’entretien des installations,.

## Population et société

### Démographie
L'évolution du nombre d'habitants est connue à travers les recensements de la population effectués dans la commune depuis 1793. Pour les communes de moins de 10 000 habitants, une enquête de recensement portant sur toute la population est réalisée tous les cinq ans, les populations de référence des années intermédiaires étant quant à elles estimées par interpolation ou extrapolation. Pour la commune, le premier recensement exhaustif entrant dans le cadre du nouveau dispositif a été réalisé en 2004.
En 2022, la commune comptait 401 habitants, en évolution de +9,56 % par rapport à 2016 (Loiret : +1,89 %, France hors Mayotte : +2,11 %).
| 1793 | 1800 | 1806 | 1821 | 1831 | 1836 | 1841 | 1846 | 1851 |
| ---- | ---- | ---- | ---- | ---- | ---- | ---- | ---- | ---- |
| 290  | 324  | 339  | 361  | 403  | 400  | 408  | 388  | 400  |

| 1856 | 1861 | 1866 | 1872 | 1876 | 1881 | 1886 | 1891 | 1896 |
| ---- | ---- | ---- | ---- | ---- | ---- | ---- | ---- | ---- |
| 394  | 402  | 383  | 380  | 393  | 376  | 368  | 390  | 381  |

| 1901 | 1906 | 1911 | 1921 | 1926 | 1931 | 1936 | 1946 | 1954 |
| ---- | ---- | ---- | ---- | ---- | ---- | ---- | ---- | ---- |
| 345  | 333  | 343  | 302  | 286  | 282  | 307  | 265  | 297  |

| 1962 | 1968 | 1975 | 1982 | 1990 | 1999 | 2004 | 2006 | 2009 |
| ---- | ---- | ---- | ---- | ---- | ---- | ---- | ---- | ---- |
| 287  | 226  | 200  | 278  | 333  | 327  | 381  | 384  | 401  |

| 2014 | 2019 | 2022 | - | - | - | - | - | - |
| ---- | ---- | ---- | - | - | - | - | - | - |
| 372  | 394  | 401  | - | - | - | - | - | - |

## Culture locale et patrimoine

### Lieux et monuments
Le bourg beauceron de Villereau devrait son nom au fait qu'il se serait construit sur les restes d'une villa romaine situés sur le bord de la voie romaine qui passe d'ouest en est, pratiquement selon le tracé de l'actuelle autoroute ! Le château construit au XVIIIe siècle avait été précédé d'une forteresse en bois construite sur une butte.
Il subsiste, rue du bourg, l'aile droite du château du XVIIIe siècle qui fut détruit à la suite d'un scandale familial (famille De Gars de Courcelle). Il ne reste plus grand chose des anciens communs et, d'un très beau parc arboré de 10 ha, il ne subsiste plus que les restes d'un bassin perdu dans un champ. À quelques kilomètres, à Aschères-le-Marché, il y a une grange dont l'une des pierres précise « Du château de Villereau je suis les restes ». Pauline Bonaparte aurait séjourné au château.

### Église
L'église Notre-Dame est ainsi nommée en hommage à Notre Dame de l'Assomption, patronne de Villereau. Elle a été l'objet d'une importante restauration en 1627 faisant suite à une destruction partielle au cours de guerres de Religion en 1585. Son autel est dénommé autel Saint-Léonard en hommage au second patron de Villereau.
Notre-Dame a brièvement pris le nom de "Temple des époux" le 9 brumaire 1799 alors que la révolution française tente d'effacer les traces de l'ancien régime.
L'église Notre-Dame a succédé à l'église Saint-Léonard qui fut construite au XIIIe siècle.

### Blasonnement
|  | Les armoiries de Villereau se blasonnent ainsi : Ecartelé au premier et au quatrième d'or à une senestre de gueules, au second et au troisième de gueules à une molette d'or. |